# Lojze Kolman
Lojze Kolman, slovenski telovadec, * 5. februar 1967, Ljubljana.
Kolman je za Jugoslavijo nastopil na Poletnih olimpijskih igrah 1988 v Seulu, nato pa leta 1992 še za Slovenijo na Poletnih olimpijskih igrah v Barceloni.
V Seulu je nastopil na mnogoboju (82. mesto v kvalifikacijah), posamično pa še na parterju (84. mesto v kvalifikacijah), preskoku (67.  mesto v kvalifikacijah), bradlji (87.  mesto v kvalifikacijah), drogu (85.  mesto v kvalifikacijah), krogih (83.  mesto v kvalifikacijah) in na konju z ročaji (79.  mesto v kvalifikacijah). 
V Barceloni je sodeloval v istih disciplinah osvojil pa je 80., 84., 65., 67., 81., 83. in 67. mesto.
Leta 2024 je bil sprejet v Hram slovenskih športnih junakov.